# Københavns Fælleselevråd
Københavns Fælleselevråd (KFE) er en tværpolitisk ungdomspolitisk forening, som hører ind under Børne- og Ungdomsforvaltningen i Københavns Kommune. Foreningens bestyrelse består af 23 medlemmer fra de københavnske grundskolers elevråd, som er valgt via en generalforsamling i oktober/november. I de seneste par år har KFE haft en stor eksponering af kendskabet til foreningen[kilde mangler] og har oplevet større politisk inddragelse gennem deres tætte samarbejde med henholdsvis tidligere børne- og ungdomsborgmester Pia Allerslev og nuværende børne- og ungdomsborgmester Jesper Christensen. 
KFE har i år deres faste temadage d. 27. februar og 1. marts.

## Formænd
- 2001-2003 Jonathan Simmel Olsen[1]
- 2003-2005 Mikkel Inumineq Jørgensen
- 2015-2017 Cornelius Kavi Von Kiær.
- 2017-2018 Carl Jonatan Johansen Lowies
- 2018-2019 Human Bostani Nezhad
- 2021-2022 Marius Laursen Plamboeck
- 2022-2023 Clara Piculell Barfoed
- 2024-2025 Chloé Courage